# Агуадульсе (Севілья)
Агуадульсе (ісп. Aguadulce) — муніципалітет в Іспанії, у складі автономної спільноти Андалусія, у провінції Севілья. Населення — 2181 особа (2010).

## Географія
Муніципалітет розташований на відстані близько 370 км на південь від Мадрида, 90 км на схід від Севільї.
На території муніципалітету розташовані такі населені пункти: (дані про населення за 2010 рік)
- Агуадульсе: 2160 осіб
- Кортіхо-дель-Маркес: 6 осіб
- Уерта-дель-Колехіо: 15 осіб

### Клімат
| Клімат Агуадульсе       | Клімат Агуадульсе | Клімат Агуадульсе | Клімат Агуадульсе | Клімат Агуадульсе | Клімат Агуадульсе | Клімат Агуадульсе | Клімат Агуадульсе | Клімат Агуадульсе | Клімат Агуадульсе | Клімат Агуадульсе | Клімат Агуадульсе | Клімат Агуадульсе | Клімат Агуадульсе |
| Показник                | Січ.              | Лют.              | Бер.              | Квіт.             | Трав.             | Черв.             | Лип.              | Серп.             | Вер.              | Жовт.             | Лист.             | Груд.             | Рік               |
| Середній максимум, °C   | 15,4              | 17,1              | 20,1              | 21,5              | 25,1              | 30,1              | 34,6              | 34,3              | 30,9              | 24,9              | 19,6              | 16,4              | 24,2              |
| Середня температура, °C | 9,7               | 11,1              | 13,1              | 14,8              | 18,0              | 22,2              | 26,0              | 26,3              | 23,5              | 18,5              | 13,7              | 11,0              | 17,3              |
| Середній мінімум, °C    | 4,0               | 5,1               | 6,1               | 8,0               | 10,9              | 14,3              | 17,4              | 18,2              | 16,1              | 12,1              | 7,9               | 5,7               | 10,5              |
| Днів з опадами          | 7                 | 6                 | 5                 | 7                 | 5                 | 2                 | 0                 | 0                 | 2                 | 6                 | 6                 | 8                 | 54                |
| ----------------------- | ----------------- | ----------------- | ----------------- | ----------------- | ----------------- | ----------------- | ----------------- | ----------------- | ----------------- | ----------------- | ----------------- | ----------------- | ----------------- |
| Джерело: www.yr.no      |                   |                   |                   |                   |                   |                   |                   |                   |                   |                   |                   |                   |                   |

## Демографія
Динаміка населення (INE ):

## Галерея зображень

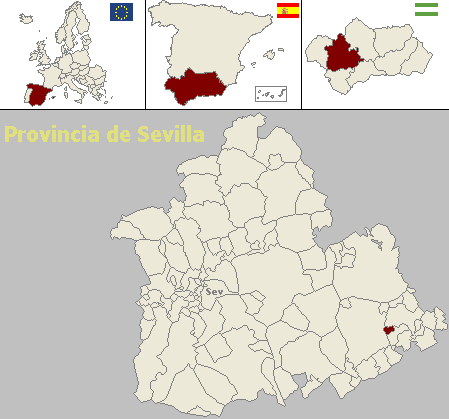
Розташування муніципалітету Агуадульсе у провінції Севілья